# Matai
Un titre de matai est, aux Samoa, un titre accordé par une ‘aiga (famille traditionnelle) à son chef de famille. Le concept de matai étant l'un des fondements de la société samoane, la notion de fa'amatai (« le système des matai ») est parfois décrit comme l'essence du fa'asamoa (le « mode de vie samoan »).

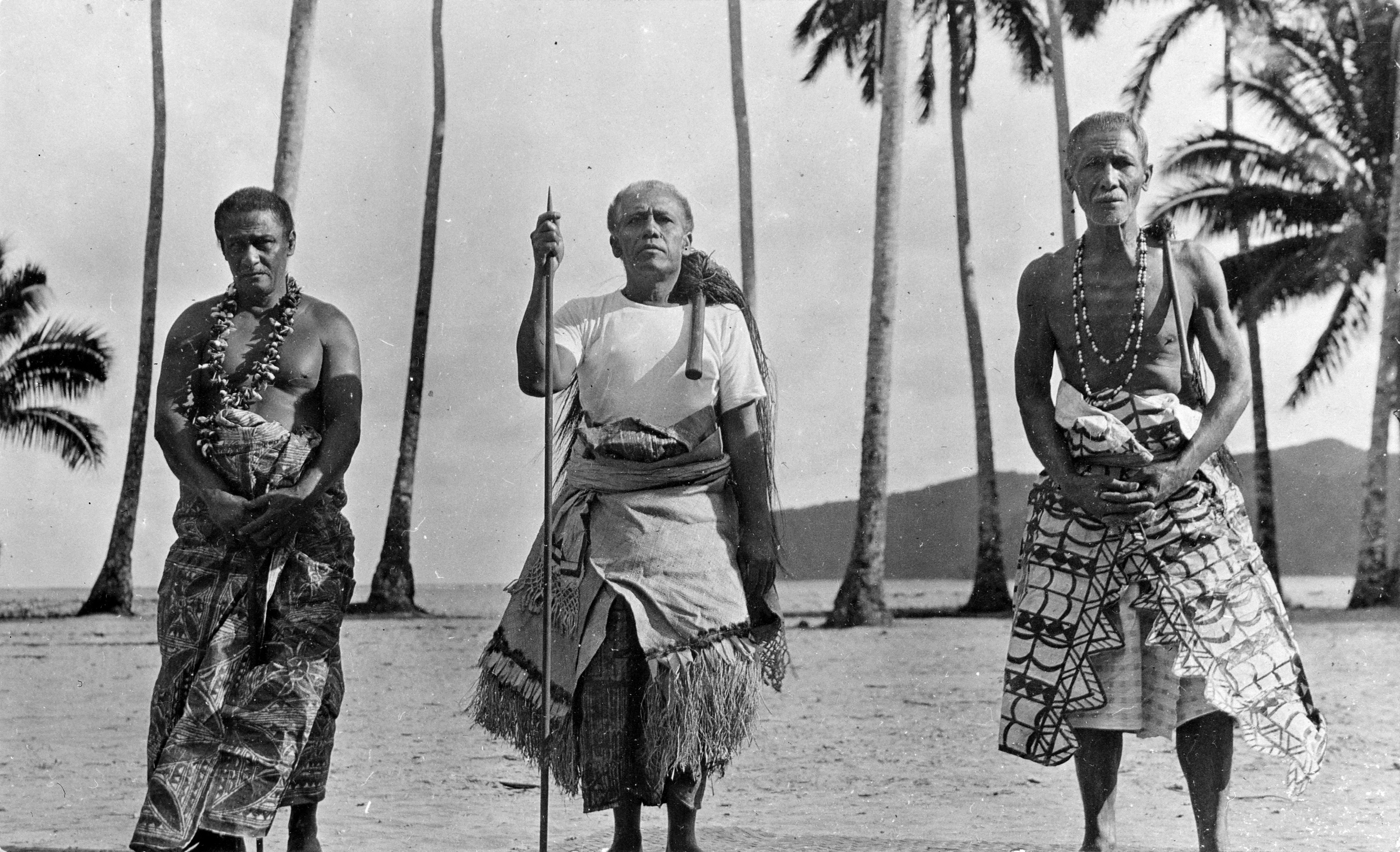
Trois tulafale, portant les symboles de leur statut. L'homme au centre porte un bâton to'oto'o, et une natte ‘ie toga. Les deux autres hommes sont vêtus de tapa. Date inconnue.

L'historien samoan Te'o Tuvale en 1918 définit l'‘aiga comme « l'union des familles d'un clan », sous l'autorité d'une famille dominante. L'‘aiga reconnaît pour chef un matai, auquel est octroyé un nom spécifique (un suafa), indiquant son statut. Le titre détenu par un matai a généralement une légitimité historique, et est transmis de génération en génération, mais la création de nouveaux titres n'est pas inédite. Serge Tcherkézoff, du Centre de recherche et de documentation sur l'Océanie, définit en 2000 l'‘aiga comme la « famille étendue », le « groupe de personnes qui coopèrent en préservant le nom d'un ancêtre fondateur et qui respectent toutes les obligations rituelles associées à ce nom ». C'est le nom de cet ancêtre qui est donné au matai en tant que titre suafa. Le ou la matai est donc « la personne choisie par le groupe pour porter le nom de l'ancêtre fondateur ». Le titre est octroyé par « une assemblée de l'ensemble des adultes », hommes et femmes, de l'‘aiga. Une femme peut être matai, mais cela reste relativement rare. Au recensement de 2011, il y avait 13 423 matai aux Samoa (soit environ 7 % de la population), dont 11 % étaient des femmes. Il y a traditionnellement deux catégories de matai. Si l'ancêtre fondateur de l'‘aiga était un grand chef de l'aristocratie samoane, le matai de cette famille porte un titre d’ali'i (chef). Sinon, il porte un titre de tulafale (littéralement, « orateur »). Les tulafale sont les gardiens des traditions, et de la mémoire familiale.
Le titre de matai est généralement attribué selon un mélange de critères héréditaires et méritocratiques. Une fois élu, le matai a la charge de gérer les biens de la famille, et a autorité sur les activités de ses membres. Chaque village (nu'u) est gouverné par une assemblée regroupant tous les matai du village. Chaque matai y étant le représentant désigné par sa famille, ce modèle est perçu comme une forme de démocratie locale.
Les matai sont reconnus par la Constitution adoptée en 1960. L'article 100 dispose que les titres de matai sont attribués en accord avec les « coutumes et usages » de la société samoane. Un tribunal spécifique (Land and Titles Court) est créé par l'article 104 pour trancher les litiges qui pourraient survenir dans ce domaine. Par ailleurs, la loi électorale dispose que seuls les matai peuvent être élus députés au Fono, le Parlement national. Par extension, seuls les matai peuvent être nommés ministres, puisque les ministres sont choisis parmi les députés. En outre, jusqu'en 1991, date de l'adoption du suffrage universel, seuls les matai avaient le droit de vote.